# Europese kampioenschappen tafeltennis 2024
De Europese kampioenschappen tafeltennis 2024 werden gehouden in Linz, Oostenrijk van 15 t/m 20 oktober 2024. 
Op het tafeltennistoernooi stonden vijf onderdelen op het programma:
- Enkelspel mannen. Regerend kampioen was  Dang Qiu.
- Enkelspel vrouwen. Regerend kampioene was  Sofia Polcanova.
- Dubbelspel mannen. Regerend kampioenen waren  Mattias Falck en  Kristian Karlsson.
- Dubbelspel vrouwen. Regerend kampioenen waren  Sofia Polcanova en  Bernadette Szőcs.
- Gemengd dubbel. Regerend kampioenen waren  Emmanuel Lebesson en  Jia Nan Yuan.

Er werden geen landenteamwedstrijden gespeeld deze editie.
Spelers uit Rusland en Wit-Rusland konden deelnemen onder de vlag van de AIN (Individuele Neutrale Atleten). Alleen een aantal Wit-Russen maakten van die mogelijkheid gebruik.
De loting voor plaatsen in de kwalificatie- en de eindrondes vond plaats op zondag 13 oktober.

## Wedstrijdschema
| Onderdeel↓ / Datum → | 15 okt | 15 okt | 16 okt | 16 okt | 17 okt | 17 okt | 18 okt | 18 okt | 19 okt | 19 okt | 20 okt | 20 okt |
| -------------------- | ------ | ------ | ------ | ------ | ------ | ------ | ------ | ------ | ------ | ------ | ------ | ------ |
| Enkelspel (m)        | Kg     | Kg     | Kg     | Kk     | 1e     | 1e     | 2e     | 2e     | 3e     | ¼      | ½      | F      |
| Enkelspel (v)        | Kg     | Kg     | Kg     | Kk     | 1e     | 1e     | 2e     | 2e     | 3e     | ¼      | ½      | F      |
| Dubbel (m)           |        |        | Kk     | Kk     | 1e     | 1e     | 2e     | 2e     | ¼      | ½      | F      | F      |
| Dubbel (v)           |        |        | Kk     | Kk     | 1e     | 1e     | 2e     | 2e     | ¼      | ½      | F      | F      |
| Dubbel (gemengd)     | Kk     | Kk     | 1e     | 1e     | 2e     | ¼      | ½      | F      |        |        |        |        |

Kg Kwal. (groep)  
Kk Kwal. (knock-out)  
1e 1e ronde  
2e 2e ronde  
3e 3e ronde  

¼ Kwartfinale  
½ Halve finale  
F Finale  

## Medaillewinnaars
| Onderdeel        | Goud                           | Zilver                           | Brons                                                               |
| Enkelspel (m)    | Alexis Lebrun                  | Benedikt Duda                    | Truls Möregårdh Dimitrij Ovtcharov                                  |
| Enkelspel (v)    | Sofia Polcanova                | Bernadette Szőcs                 | Nina Mittelham María Xiao                                           |
| Dubbel (m)       | Alexis Lebrun Félix Lebrun     | Anton Källberg Truls Möregårdh   | Maciek Kolodziejczyk Vladislav Ursu Mattias Falck Kristian Karlsson |
| Dubbel (v)       | Barbora Balážová Hana Matelová | Sofia Polcanova Bernadette Szőcs | Natalia Bajor Tatiana Kukuľková Izabela Lupulesku Sabina Šurjan     |
| Dubbel (gemengd) | Álvaro Robles María Xiao       | Robert Gardos Sofia Polcanova    | Simon Gauzy Prithika Pavade Patrick Franziska Annett Kaufmann       |

## Medaillespiegel
Dubbelparen uit verschillende landen gelden ieder als 0,5.
| Plaats | Land       | Goud | Zilver | Brons | Totaal |
| 1      | Frankrijk  | 2    | 0      | 1     | 3      |
| 2      | Oostenrijk | 1    | 1,5    | 0,5   | 3      |
| 3      | Spanje     | 1    | 0      | 1     | 2      |
| 4      | Slowakije  | 0,5  | 0      | 0,5   | 1      |
| 5      | Tsjechië   | 0,5  | 0      | 0     | 0,5    |
| 6      | Roemenië   | 0    | 1,5    | 0     | 1,5    |
| 7      | Duitsland  | 0    | 1      | 3     | 4      |
| 8      | Zweden     | 0    | 1      | 2     | 3      |
| 9      | Servië     | 0    | 0      | 1     | 1      |
| 10     | Moldavië   | 0    | 0      | 0,5   | 0,5    |
| 10     | Polen      | 0    | 0      | 0,5   | 0,5    |
| Totaal | Totaal     | 5    | 5      | 10    | 20     |

## Nederlandse en Belgische deelname
| Deelnemer↓ / Resultaat → | Enkel               | Dubbel              | Gemengd dubbel      |
| ------------------------ | ------------------- | ------------------- | ------------------- |
| Martin Allegro           | Tweede ronde (R-32) | Eerste ronde (R-32) | -                   |
| Milo de Boer             | Kwalificatie        | Kwalificatie        | -                   |
| Gabrielius Camara        | Eerste ronde (R-64) | Kwalificatie        | Kwalificatie        |
| Margo Degraef            | Kwalificatie        | Kwalificatie        | Tweede ronde (R-16) |
| Britt Eerland            | Eerste ronde (R-64) | -                   | Eerste ronde (R-32) |
| Florent Lambiet          | Eerste ronde (R-64) | Tweede ronde (R-16) | -                   |
| Shuohan Men              | Kwalificatie        | Kwalificatie        | Kwalificatie        |
| Cédric Nuytinck          | Eerste ronde (R-64) | Kwartfinale         | -                   |
| Kas van Oost             | Eerste ronde (R-64) | Eerste ronde (R-32) | Tweede ronde (R-16) |
| Adrien Rassenfosse       | Kwalificatie        | Eerste ronde (R-32) | -                   |